# Anna DeForge
Anna DeForge, née le 14 avril 1976 à Iron Mountain (Michigan), est une joueuse américano-monténégrine de basket-ball de 1,78 m.

## Biographie
Elle est la première joueuse de l'université du Nebraska à jouer en WNBA. Après des débuts timides, ses performances à Phoenix lui valent une sélection WNBA All-Star 2004 pour le match de préparation olympique de l'équipe nationale contre une sélection WNBA, où elle fait face à sa coéquipière Diana Taurasi. Avant la saison 2006, elle est échangée contre Kelly Miller avec le Fever de l'Indiana. En février 2008, elle est signée par le Lynx de Minnesota.
Après une saison au Shock de Détroit, elle rejoint le Mercury de Phoenix (2003–2005), puis le Fever de l'Indiana (2006–2007), le Lynx du Minnesota (2008) avant de revenir au Shock (2009). Elle est deux fois sélectionnée pour le WNBA All-Star Game en 2004 et 2007.
Elle commence sa carrière européenne en 2005-2006 avec Cracovie, s'établissant seconde meilleure marqueuse de l'Euroligue avec 18,8 points (avec un record à 32 points contre Lietuvos Telekomas), 5,1 rebonds, 1,9 passe décisive et 1,7 interception. La saison suivante, Cracovie ne subit qu'un seul revers en 22 rencontres avec elle en championnat polonais ; en Euroligue, ses 18,9 points en font la troisième marqueuse de la compétition et l'équipe accède aux quarts de finale.
Après trois saisons en Pologne, elle est signée en février 2009 par Beşiktaş Istanbul pour finir la saison. Ensuite, elle joue en Espagne puis de nouveau en Turquie. En 2012-2013, elle joue pour l'USK Prague.
Naturalisée monténégrine, elle dispute en 2011 l'Euro 2011.

## Parcours
Championnat WNBA
- 2000 : Shock de Détroit
- 2003-2005 : Mercury de Phoenix
- 2006-2007 : Fever de l'Indiana
- 2008 : Lynx du Minnesota
- 2009 : Shock de Détroit

Autres championnats
- ? : San Jose Lasers (ABL,  États-Unis)
- ? : Springfield Spirit (WBL,  États-Unis)
- ? : Chicago Blaze (WBL,  États-Unis)
- 2003-2004 : Dallas Fury ( États-Unis)
- 2005-2008 : Wisła Cracovie ( Pologne)
- 2009-2010 : Besiktas( Turquie)
- 2010-2011 : Hondarribia-Irún ( Espagne)
- 2011-2012 : TED Kayseri ( Turquie)
- 2012-2013 : USK Prague ( République tchèque)
- 2013-2014 : Konak ( Turquie)

## Palmarès
- Sélection pour les WNBA All-Star Game 2007
- Sélection WNBA pour de la rencontre The Game at Radio City en 2004
- Championne National Women's Basketball League 2004 avec le Dallas Fury
- Championne 2006, 2007 et 2008 et MVP 2006 du championnat polonais avec Cracovie
- Championne de République tchèque 2013[4].

## Distinctions personnelles
- Sélection WNBA pour de la rencontre The Game at Radio City en 2004